# Goiselemandl
Das Goiselemandl (auch nur Goisele genannt) ist ein 2433 m ü. A. hoher Berg in der südlichen Schobergruppe in Osttirol, die eine Gebirgsgruppe in den zentralen Ostalpen ist. Der Berg liegt auf dem Gebiet der Gemeinde Thurn, das nördlich auf dem leicht ansteigenden Talboden der Bezirkshauptstadt Lienz liegt.

## Lage
Das Goiselemandl liegt im westlichen Gebirgszug der Schobergruppe, der sich vom Hochschober (3242 m ü. A.) im Nordwesten über die Alkuser Rotspitze (3053 m) und die Schleinitz (2904 m ü. A.) zum Berg und dann weiter über das Schoberköpfl (2261 m ü. A.) und das Steinermandl (2235 m ü. A.) bis zum Drautal bei Lienz im Südosten hinzieht. Der Gebirgszug wird im Südwesten durch das Iseltal, im Nordosten durch das Debanttal und im Süden durch den Lienzer Talboden begrenzt. Am Nordosthang entspringt der Wellbach, der nach etwa zwei Kilometern in den Debantbach mündet. Der Berg ist Teil eines Felsbandes, das sich vom oberen Wellbachtal über den Berg und die Neualplscheid bis zum Fuß der Schleinitz zieht.

## Zugang und Gipfel
Der Berg bietet sich als kurzer und sehr leichter Aufstieg vom Zettersfeld (1820 m) an, das von Lienz mittels einer Bergbahn leicht erreichbar ist. Der Weg führt über Bergwiesen über das Steinermandl (2213 m) in eineinhalb Stunden zum Gipfel, wo sich ein im Jahr 2010 aufgestelltes Gipfelkreuz befindet. Vom Berg besteht eine hervorragende Aussicht in die Villgratner Berge im Südwesten, die Lienzer Dolomiten im Süden sowie das Lienzer Tal. Für ambitioniertere Wanderer ist der Berg ein Zwischenstopp auf dem Weg zur Schleinitz.